# Ryszard Hill
Ryszard Hill (ur. 17 marca 1926 w Warszawie, zm. 12 lipca 1970 w Pruszkowie) – polski działacz partyjny i państwowy, ekonomista, żołnierz Armii Krajowej i powstaniec warszawski, przewodniczący prezydium Miejskiej Rady Narodowej w Pruszkowie, poseł na Sejm PRL II i III kadencji (1957–1965). 

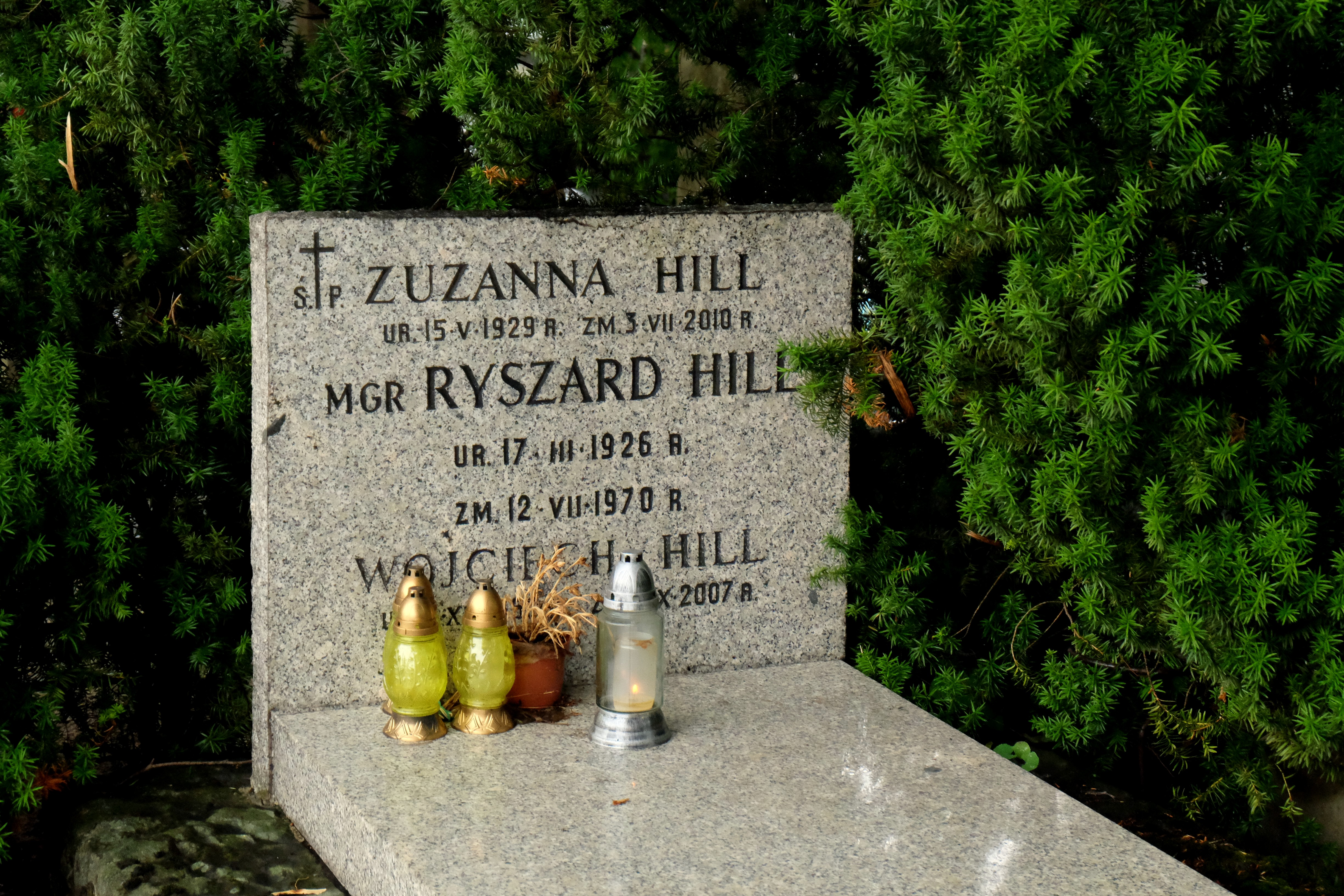
Grób Ryszarda Hilla na cmentarzu parafialnym w Pruszkowie

## Życiorys
Syn Władysława. Jako żołnierz Armii Krajowej w 1944 walczył w powstaniu warszawskim w kompanii nr 101 „Szczerby”, po upadku powstania trafił do niewoli niemieckiej. Osadzony w obozie w Ożarowie-Franciszkowie a następnie w Stalagu XI-B Fallingbostel. W latach 1944–1945 zatrudniony w fabryce benzyny syntetycznej na terenie Niemiec, powrócił do kraju w 1946. Wstąpił do Polskiej Partii Robotniczej i Związku Walki Młodych. W 1948 ukończył Wojewódzką Szkołę Partyjną, po czym objął przewodnictwo nad Związkiem Młodzieży Polskiej w Pruszkowie. Od 1952 pracował jako dyrektor w Pruszkowskich Zakładach Materiałów Budowlanych. Uzyskał wykształcenie w Wyższej Szkole Ekonomicznej I stopnia.
W latach 1957–1961 zasiadał w Sejmie II i III kadencji z okręgu Pruszków. W obu kadencjach był członkiem Komisji Zdrowia i Kultury Fizycznej. Pełnił również funkcję przewodniczącego prezydium Miejskiej Rady Narodowej w Pruszkowie (1960–1967), następnie został przewodniczącym zarządu wojewódzkiego Związku Spółdzielczości Pracy w Warszawie. 
Zmarł w 1970, został pochowany na cmentarzu w Pruszkowie. 
Odznaczony m.in. Krzyżem Partyzanckim, Srebrnym Krzyżem Zasługi (1956) oraz Krzyżem Kawalerskim Orderu Odrodzenia Polski. Zasłużony Działacz Społeczny.